# Becoming Remixed
Becoming Remixed – remix album grupy Sneaker Pimps, wydany w 1998. Na płytę złożyły się remiksy piosenek z poprzedniego albumu zespołu, Becoming X.
Becoming Remixed ukazał się w limitowanej edycji 30,000 numerowanych egzemplarzy.

## Lista utworów

### wersjaCD
źródło: 
| 1.  | "Spin Spin Sugar" – Armand's Dark Garage Mix                 | 9:02  |
|     |                                                              |       |
| 2.  | "Walking Zero" – Tuff & Jam Unda-Vybe Vocal                  | 6:36  |
|     |                                                              |       |
| 3.  | "Post-Modern Sleaze" – The Salt City Orchestra Nightclub Mix | 8:43  |
|     |                                                              |       |
| 4.  | "Spin Spin Sugar" – Armand's Bonus Dub                       | 5:30  |
|     |                                                              |       |
| 5.  | "Post-Modern Sleaze" – Reprazent Mix                         | 7:03  |
|     |                                                              |       |
| 6.  | "6 Underground" – Perfecto Mix                               | 6:04  |
|     |                                                              |       |
| 7.  | "Tesko Suicide" – Americruiser Mix                           | 3:52  |
|     |                                                              |       |
| 8.  | "Roll On" – Fold Mix                                         | 4:55  |
|     |                                                              |       |
| 9.  | "6 Underground" – The Umbrellas Of Ladywell Mix #2           | 4:06  |
|     |                                                              |       |
| 10. | "Post-Modern Sleaze" – Flight from Nashville                 | 3:29  |
|     |                                                              |       |
|     |                                                              | 59:20 |
|     |                                                              |       |

### wersja 2LP
edycja gramofonowa różni się od kompaktowej kolejnością utworów
źródło: 
| A1. | "Spin Spin Sugar" – Armand's Dark Garage Mix                 | 9:02  |
|     |                                                              |       |
| A2. | "Walking Zero" – Tuff & Jam Unda-vybe Vocal                  | 6:36  |
|     |                                                              |       |
| B1. | "Post-Modern Sleaze" – Reprazent Mix                         | 7:03  |
|     |                                                              |       |
| B2. | "6 Underground" – Perfecto Mix                               | 6:04  |
|     |                                                              |       |
| C1. | "Post-Modern Sleaze" – The Salt City Orchestra Nightclub Mix | 8:43  |
|     |                                                              |       |
| C2. | "Spin Spin Sugar" – Armand's Bonus Dub                       | 5:30  |
|     |                                                              |       |
| D1. | "Tesko Suicide" – Americruiser Mix                           | 3:52  |
|     |                                                              |       |
| D2. | "Roll On" – Fold Mix                                         | 4:55  |
|     |                                                              |       |
| D3. | "6 Underground" – The Umbrellas Of Ladywell Mix#2            | 4:06  |
|     |                                                              |       |
| D4. | "Post-Modern Sleaze" – Flight From Nashville                 | 3:29  |
|     |                                                              |       |
|     |                                                              | 59:20 |
|     |                                                              |       |

## Becoming Remi-x-ed
źródło: 
Na rynku francuskim ukazała się podwójna płyta gramofonowa, zatytułowana Becoming Remi-x-ed, z następującymi remiksami:
| A1. | "Post Modern Sleaze" (The Salt City Orchestra Nightclub Mix) | 8:43    |
|     |                                                              |         |
| A2. | "6 Underground" (Sneak's "Kicker" Mix)                       | 12:05   |
|     |                                                              |         |
| B1. | "Spin Spin Sugar" (Armand's Dark Garage Mix)                 | 9:02    |
|     |                                                              |         |
| B2. | "Post-Modern Sleaze" (Reprazent Mix)                         | 7:11    |
|     |                                                              |         |
| C1. | "6 Underground" (The Perfecto Mix)                           | 6:04    |
|     |                                                              |         |
| C2. | "6 Underground" (Attica's Puma States Mix)                   | 6:06    |
|     |                                                              |         |
| C3. | "6 Underground" (The Umbrellas Of Ladywell Mix#1)            | 4:15    |
|     |                                                              |         |
| D1. | "Post Modern Sleaze" (Sneak's-A-Pimp Mix)                    | 7:56    |
|     |                                                              |         |
| D2. | "Post Modern Sleaze" (The Phunk Force Mix)                   | 8:41    |
|     |                                                              |         |
|     |                                                              | 1:10:03 |
|     |                                                              |         |